# Ceroidolipofuscynozy neuronalne
Ceroidolipofuscynozy neuronalne – grupa uwarunkowanych genetycznie chorób ośrodkowego układu nerwowego, w których patogenezie odgrywa rolę nadmierne spichrzanie ceroidu i lipofuscyny w lizosomach. Są jednymi z najczęstszych uwarunkowanych genetycznie chorób metabolicznych układu nerwowego w wieku dziecięcym. 
Najczęstszy wiek początku choroby to 4–7 rok życia.
| Typ   | Nazwa historyczna                                                                    | OMIM   | Zmutowany gen |
| Typ 1 | Postać niemowlęca (choroba Santavuoriego-Haltii, INCL, CLN1)                         | 256730 | PPT1          |
| Typ 2 | Klasyczna postać późnoniemowlęca (choroba Jansky’ego-Bielschowsky’ego, LINCL, CLN2)  | 204500 | TPP1          |
| Typ 3 | Postać młodzieńcza (choroba Battena, choroba Spielmeyera-Vogta-Sjögrena, JNCL, CLN3) | 204200 | CLN3          |
| Typ 4 | Postać wieku dojrzałego (choroba Kufsa lub choroba Parry’ego, ANCL, CLN4)            | 204300 | –             |
| Typ 5 | Odmiana fińska postaci późnoniemowlęcej, vLINCL, CLN5                                | 256731 | CLN5          |
| Typ 8 | Postępująca padaczka z otępieniem, padaczka północna                                 | 600143 | CLN8          |
| Typ 6 | Postać późnoniemowlęco-wczesnomłodzieńcza, vLINCL, CLN6)                             | 601780 | CLN6          |
| Typ 9 |                                                                                      | 609055 | –             |

## Objawy kliniczne
- zaburzenia widzenia
- uogólnione napady padaczkowe toniczno-kloniczne
- mioklonie
- zaburzenia psychiczne
- cechy otępienia w późniejszym okresie[1]

Nieprawidłowy obraz MR.
Rokowanie: Zgon w ciągu 10 lat od rozpoznania choroby.